# Gravity Corporation
GRAVITY Co. Ltd, também conhecida como Gravity Corporation, (em coreano 그라비티 주식회사) (NASDAQ: GRVY) é empresa Sul-coreana baseada no desenvolvimento de MMORPGs, inicialmente Ragnarok Online.

## Jogos
- Ragnarok Online
- Ragnarok Online 2
- ROSE Online[1]
- Time N Tales
- Arcturus ~ The Curse and Loss of Divinity ~
- World Baseball 3
- World Baseball Season 2 (Expansão)
- World baseball Season 3 (Expansão)
- Pucca Racing:World Bike Tour (Season 1)
- Pucca Racing II:Jumping Extreme (Season 2)
- Stylia
- Requiem: Bloodymare
- Gravity Mobile
- Dragonica